# Hassan Ragab
Hassan Ragab fue un diplomático egipcio.
- De 1935 a 1939 fue ingeniero eléctrico de la Trams in Alexandria (Ramleh Electric Railway, Alejandría).
- En 1939 se unió a las Fuerzas Armadas de Egipto, donde ascendió al rango de mayor General.
- En 1943 fue matriculado en el Estado Mayor General, El Cairo.
- En 1944 fue director. Servicio topográfico, el cuartel general del Ejército egipcio.
- En 1945 fue agregado militar en Washington D. C..
- En 1952 fue Subsecretario de Estado para las fábricas de armamento, Ministerio de la Guerra.
- En 1953 cabezó la Misión Militar en Ankara (Turquía).
- En 1954 cabezó la misión económica en Moscú en la Unión Soviética.
- De 1956 a 1959 fue embajador en Beijing China.
- De 1959 a 1961 fue embajador en Roma.
- En 1960 reintrodujo Papiro de Egipto a la región Sudd y plantó áreas extensas en las islas del Nilo en el distrito de Giza.
- De 1961 a 1962 fue embajador en Belgrado.
- En 1962 fue empleado en el Ministerio de Asuntos Exteriores en el El Cairo.
- honores de Egitpo: Gran Order of the Republic (Egypt), en:Order of the Nile, Orden de Valentía. Honor extranjera: en:Medal for Merit (Estados Unidos de América)[1]